# The Thrifty Pig
The Thrifty Pig è un cortometraggio animato di propaganda per la seconda guerra mondiale, creato da Walt Disney nel 1941 e diffuso il 11 novembre dello stesso anno. 
È una rivisitazione del celebre corto del 1933 I tre porcellini. 

## Trama
I tre porcellini costruiscono le proprie case, rispettivamente con mattoni, legno e paglia. Jimmy, il più accorto dei tre, avverte i suoi fratelli Timmy e Tommy di costruire la loro casa con i mattoni ottenuti grazie al "Certificato di Risparmio di Guerra", in modo che costituiscano solida difesa contro il lupo cattivo. I due lo ignorano e ridono di lui, dichiarando di non aver paura del lupo.
Poco dopo il Lupo, con tanto di svastica nazista appuntata sul braccio, attacca i due porcellini e soffia via la casa di paglia di Timmy; questi corre a nascondersi nella casa di legno di Tommy, ma il lupo distrugge anche quella, costringendo i due a cercare riparo nella casa di mattoni di Jimmy. Il lupo cerca di far saltare in aria la casa, ma malgrado tutti i suoi sforzi non ci riesce, poiché i mattoni sono solidi e robusti. Alla fine, Jimmy scaccia il lupo lanciandogli contro una raffica di mattoni. I tre porcellini cantano quindi "Chi ha paura del lupo cattivo?", ma con un monito: in tempo di guerra, la loro casa dovrà essere sempre attrezzata e pronta a tenere lontani i nemici.
Segue un pastiche di scene di guerra, ognuna delle quali termina con un messaggio che invita il pubblico a risparmiare o investire nelle obbligazioni per finanziare lo sforzo bellico americano.

## Produzione
Il cortometraggio fu realizzato in un momento particolarmente difficile per Walt Disney, il quale si trovava in difficoltà finanziarie dopo il fallimento al botteghino di Fantasia e un prolungato sciopero dei suoi animatori. Prossimo alla bancarotta, Disney contrasse un accordo governativo con gli Stati Uniti d'America, impegnandosi a realizzare 32 cortometraggi animati tra il 1941 e il 1945, ciascuno dei quali gli sarebbe stato pagato 4500 dollari. Lo scoppio della II Guerra Mondiale fece sì che questi cortometraggi fossero utilizzati per la propaganda antinazista: del gruppo fanno parte film come Questione di psicologia, Education for Death e alcuni cartoni delle serie Paperino e Pluto. Disney rifiutò tuttavia di impiegare il suo prediletto Topolino per la propaganda. Alcuni cortometraggi, inoltre, nascevano col preciso intento di pubblicizzare prodotti e azioni volti a sostenere lo sforzo bellico.
The Thrifty Pig nasce dunque sia col fine morale di invitare il popolo americano a tenere alta la guardia, sia con quello pratico di spingere gli spettatori a investire nelle obbligazioni di guerra o comprare materiale governativo i cui proventi avrebbero finanziato lo sforzo bellico. Il cortometraggio fu realizzato riciclando gran parte dell'animazione proveniente dal cortometraggio I tre porcellini, di cui riprende la trama di base; alcune sequenze furono parzialmente ridisegnate: in particolare al Lupo Cattivo fu fatta indossare una divisa nazista. Anche gran parte del doppiaggio originale fu riadoperato, ma furono anche registrate nuove battute: restano ignoti i doppiatori delle parti aggiuntive.